# Gilles Dormion
Gilles Dormion és un dissenyador francès apassionat per l'egiptologia. Els seus principals estudis se centren en la Piràmide de Kheops i en el descobriment de cambres de descàrrega en la Piràmide de Meidum.

## Teoria de Gilles Dormion
Gilles Dormion proposa una teoria que tracta de demostrar que la cambra funerària de la Piràmide de Kheops encara estaria per descobrir i que se situaria sota l'actual "cambra de la reina". Es fonamenta en particular en diverses anomalies arquitectòniques: sòl excavat, passadís amb maçoneria i un nínxol la funció del qual és desconeguda. Gilles Dormion descriu aquesta teoria en el seu llibre La chambre de Chéops
Aquesta teoria ha estat contestada per qui fou director del Consell Suprem d'Antiguitats, Zahi Hawass, sobretot pel fet que els seus autors no són egiptòlegs en el sentit estricte del terme. Tanmateix, alguns egiptòlegs de renom la recolzen, com és el cas de Nicolas Grimal o Michel Vallogia.

## Publicacions
- ERC. Khéops nouvelle enquête : propositions préliminaires. ;
- Albin Michel. Les Nouveaux mystères de la Grande Pyramide. ;
- Fayard. La Chambre de Chéops..